# Echino (architettura)

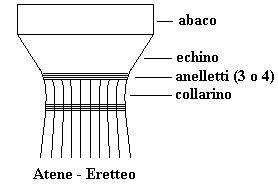
Capitello in stile dorico

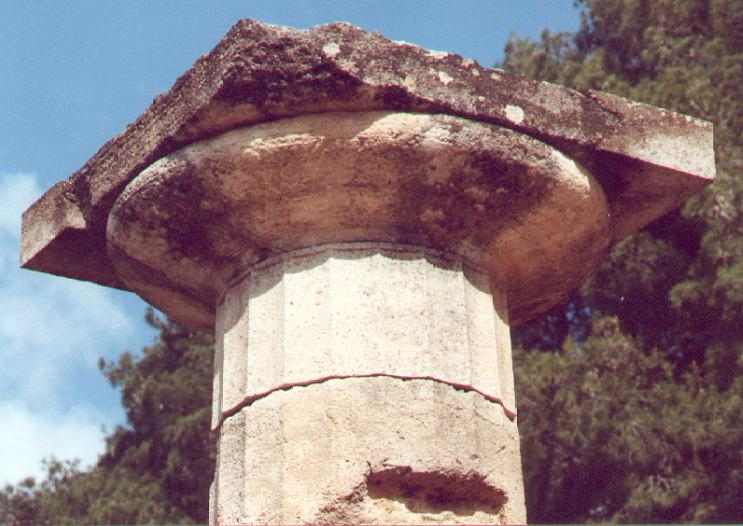
Capitello dorico del tempio di Hera a Olimpia, costituito da abaco ed echino

L'echino (in greco antico: ἐχῖνος?, echìnos) è una parte del capitello dorico, tuscanico o ionico, che costituisce una sorta di "cuscino" sotto l'abaco nell'architettura greca e romana:
- nel capitello dorico l'echino ha profilo convesso verso l'esterno. Il profilo tende a diventare nel tempo sempre meno schiacciato.
- nel capitello tuscanico il profilo dell'echino tende ad assumere forme più elaborate, con parti concave e convesse (a gola).
- nel capitello ionico all'echino, normalmente decorato da un "kyma ionico" (modanatura decorata con ovoli), si sovrappone il "canale delle volute", e le volute stesse ne coprono i lati.
- nel capitello composito è presente nella parte ionica, esattamente come nel capitello ionico.

Nei trattatisti e architetti rinascimentali il termine indica piuttosto il profilo a quarto di cerchio convesso, proprio dell'echino dei capitelli, mentre la parte del capitello in sé viene detta "tazza".